# Distretto di Mueang Chachoengsao
Il distretto di Mueang Chachoengsao (in thailandese: เมืองฉะเชิงเทรา) è un distretto (amphoe) della Thailandia, situato nella provincia di Chachoengsao, della quale è il capoluogo.